# Джугастрово
Джугастрово (укр. Джугастрове) — село, относится к Ивановскому району Одесской области Украины.
Население по переписи 2001 года составляло 334 человека. Почтовый индекс — 67222. Телефонный код — 4854. Занимает площадь 2,294 км². Код КОАТУУ — 5121881404.

## Местный совет
67221, Одесская обл., Ивановский р-н, с. Калиновка, ул. 30-летия Победы, 8